# Хаузен, Харальд цур
Ха́ральд цур Ха́узен (нем. Harald zur Hausen; 11 марта 1936[…], Гельзенкирхен, Германия — 29 мая 2023, Гейдельберг) — немецкий медик и учёный, вирусолог, лауреат Нобелевской премии по физиологии или медицине 2008 года, которую разделил с Люком Монтанье и Франсуазой Барре-Синусси. Цур Хаузен открыл роль папилломавирусов в развитии рака шейки матки. Доктор медицины (1960), почётный профессор. Член Леопольдины (1986), иностранный член Американского философского общества (1998).

## Биография
Поступил в гимназию в Фехте; изучал медицину в университетах Бонна, Гамбурга и Дюсслельдорфа и в последнем получил степень доктора медицины в 1960 году, после чего стал фельдшером. В середине шестидесятых переехал в Филадельфию (США), где вначале работал в Лаборатории вирусологии знаменитой Детской больницы (англ. Children's Hospital of Philadelphia), затем преподавал в Пенсильванском университете. В 1969 году вернулся в Германию и стал профессором в Вюрцбургском университете, позже работал в университете Эрлангена — Нюрнберга, Фрайбургском университете. С 1983 по 2003 год возглавлял Германский центр исследования рака в Гейдельберге.
В 2016 году подписал письмо с призывом к Greenpeace, Организации Объединённых Наций и правительствам всего мира прекратить борьбу с генетически модифицированными организмами (ГМО).
Член EMBO (1976), Гейдельбергской АН (1986), Academia Europaea (1990), иностранный член Польской АН (1991).
Умер 28 мая 2023 года в возрасте 87 лет.

## Награды и признание
- 1975 — Премия Роберта Коха
- 1986 — Премия Чарльза Мотта[англ.]
- 1986 — Deutscher Krebspreis[нем.]
- 1994 — Премия Пауля Эрлиха и Людвига Дармштедтера
- 1994 — Премия Эмиля фон Беринга[нем.]
- 1996 — Ernst Jung Prize[англ.]
- 1996 — Медаль Якоба Генле[нем.]
- 1999 — Charles Rodolphe Brupbacher Preis[нем.]
- 2003 — Орден «Мадарский всадник» I степени (Болгария)[14]
- 2004 — Большой крест заслуг со звездой ордена «За заслуги перед Федеративной Республикой Германия»
- 2005 — Prince Mahidol Award[англ.]
- 2006 — Премия Вильяма Коли
- 2007 — Медаль Лёффлера — Фроша[нем.]
- 2007 — Deutsche Krebshilfe Preis[нем.]
- 2007 — Медаль Иоанна Георга Циммермана[нем.]
- 2007 — Премия Фонда Уоррена Алперта[англ.]
- 2008 — Международная премия Гайрднера
- 2008 — Нобелевская премия по физиологии или медицине[7]
- 2011 — Tsungming-Tu-Preis[нем.]